# Ян Иньлю
Ян Иньлю (кит. трад. 楊蔭瀏, упр. 杨荫浏, пиньинь Yáng Yìnliú) (1899—1984) — китайский музыковед. Он был редактором Zhongguo Yinyue Cidian (中国音乐词典, Словарь китайской музыки). Родился в Уси, провинция Цзянсу, и был профессором Центральной консерватории в Пекине .
С 1923 по 1925 год учился на экономическом факультете Университета Св. Иоанна в Шанхае (ныне Восточно-китайский педагогический университет), но бросил учёбу в 1926 году и работал учителем средней школы в Уси и Исине. Во время преподавания в средней школе Исина он был назначен членом «Объединенного комитета по гимнам Китайской англиканской церкви», участвовал в работе по редактированию гимнов Англиканской церкви и осенью того же года ушел из средней школы Исина в начать писать гимны. В 1931 году он составил «Антологию псалмов ко Господу», изданную внутри церкви.
С 1936 по 1937 год он работал музыкальным исследователем в Гарвардском институте Йенчин в Пекине, а в 1940-х годах — профессором факультета китайской музыки Шанхайской консерватории и музыкального факультета Женского колледжа Цзиньлин. После окончания войны он получил приглашение от Гарвардского университета преподавать историю китайской музыки, но отказался, так как считал, что невозможно изучать историю и современное состояние китайской музыки без погружения в китайскую музыку. После образования Китайской Народной Республики в 1949 году Ян Иньлю вошел в число профессоров Центральной музыкальной консерватории, позже работал заместителем директора и директором Научно-исследовательского института музыки. Кроме того, он также был исполнительным директором Ассоциации китайских музыкантов. Умер в Пекине 25 февраля 1984 года.